# Потомак-Парк (Меріленд)
Потомак-Парк (англ. Potomac Park) — переписна місцевість (CDP) в США, в окрузі Аллегені штату Меріленд. Населення — 821 особа (2020).

## Географія
Потомак-Парк розташований за координатами 39°36′45″ пн. ш. 78°48′30″ зх. д. / 39.61250° пн. ш. 78.80833° зх. д. (39.612588, -78.808251).  За даними Бюро перепису населення США в 2010 році переписна місцевість мала площу 1,00 км², уся площа — суходіл.

## Демографія
Згідно з переписом 2010 року, у переписній місцевості мешкало 2530 осіб у 379 домогосподарствах у складі 259 родин. Густота населення становила 2533 особи/км².  Було 406 помешкань (406/км²).
Расовий склад населення:
| - 50,8 % — білих - 48,3 % — чорних або афроамериканців - 0,1 % — азіатів |

До двох чи більше рас належало 0,3 %. Частка іспаномовних становила 0,8 % від усіх жителів.
За віковим діапазоном населення розподілялося таким чином: 6,9 % — особи молодші 18 років, 85,2 % — особи у віці 18—64 років, 7,9 % — особи у віці 65 років та старші. Медіана віку мешканця становила 38,7 року. На 100 осіб жіночої статі у переписній місцевості припадало 475,0 чоловіків;  на 100 жінок у віці від 18 років та старших — 552,6 чоловіків також старших 18 років.
Середній дохід на одне домашнє господарство  становив 67 943 долари США (медіана — 47 813), а середній дохід на одну сім'ю — 64 487 доларів (медіана — 59 018). Медіана доходів становила 41 450 доларів для чоловіків та 33 000 доларів для жінок. За межею бідності перебувало 11,3 % осіб, у тому числі 13,6 % дітей у віці до 18 років та 16,6 % осіб у віці 65 років та старших.
Цивільне працевлаштоване населення становило 447 осіб. Основні галузі зайнятості: освіта, охорона здоров'я та соціальна допомога — 27,3 %, роздрібна торгівля — 17,4 %, публічна адміністрація — 11,9 %, транспорт — 8,1 %.